# Sunshine Coast Stadium
Le Sunshine Coast Stadium est un stade situé à Bokarina (en), à Kawana Waters (en), dans la Sunshine Coast, en Australie.
La capacité du stade est de 10 000 places.
Il devrait accueillir l'épreuve du football lors des Jeux olympiques d'été de 2032, avec des aménagements pour l'occasion.